# Лиса Кудроу
Лиса Валъри Кудроу (на английски: Lisa Valerie Kudrow) е американска актриса и продуцентка.
Носителка е на награди „Еми“ и „Сателит“, номинирана е за „Златен глобус“. Най-известна е с ролята си на Фийби Буфе в комедийния сериал „Приятели“. Други известни продукции с нейно участие са филмите „Анализирай това“, „Доктор Дулитъл 2“, „Анализирай онова“, „Издънка в синьо“, „Лесна, А?“, „Да разлаем съседите“, сериалите „Луд съм по теб“, „Семейство Симпсън“, „Завръщането“, „Онлайн терапия“ и други.

## Биография

### Произход и детство
Лиса Кудроу е родена на 30 юли 1963 г. в богатия квартал Енсино на град Лос Анджелис, Калифорния. Баща ѝ Лий Кудроу е известен лекар, майка ѝ Недра е туристически агент. Родителите са от еврейски произход. Лиса има по-голяма сестра на име Хелън Марла (р. 1960 г.) и по-голям брат, неврологът Дейвид Б. Кудроу (р. 1957 г.). Тя е племенница на композитора Харолд Ферберман.
Като дете Лиса взима уроци по китара и е левичарка. През 1979 г., когато е на 16 години, тя се подлага на ринопластика, заявявайки че преди е имала крив нос, а новият е „значително по-малък“.

### Личен живот
На 27 май 1995 г. Лиса става първата актриса от „Приятели“, която се омъжва. Тя сключва брак с Майкъл Стърн. Лиса и Майкъл имат син на име Джулиън Мъри, роден на 7 май 1998 г., и живеят близо до Бевърли Хилс, Калифорния. Бременността на Лиса Кудроу е включена в „Приятели“ за нейната героиня Фийби, която ражда тризнаци.
Лиса Кудроу владее френски език.

## Филмография

### Филми
- „L.A. on $5 a Day“ (1989)
- „Dance with Death“ (1991)
- „The Unborn“ (1991)
- „In the Heat of Passion“ (1992)
- „In the Heat of Passion II: Unfaithful“ (1994)
- „The Crazysitter“ (also known as Two Much Trouble) (1995)
- „Mother“ (1996)
- „Romy and Michele's High School Reunion“ (1997)
- „Clockwatchers“ (1997)
- „Hacks“ (1997)
- „Нищо общо със секса“ (1998)
- „Анализирай това“ (1999)
- „Развален телефон“ (2000)
- „Lucky Numbers“ (2000)
- „All Over the Guy“ (2001)
- „Доктор Дулитъл 2“ (2001) (глас)
- „Bark!“ (2002)
- „Анализирай онова“ (2002)
- „Марси Х“ (2003)
- „Wonderland“ (2003)
- „Екстаз“ (2005)
- „Издънка в синьо“ (2007)
- „Послепис: Обичам те“ (2007)
- „Хотел за кучета“ (2009)
- „Другата жена“ (2009)
- „Powder Blue“ (2009)
- „Paper Man“ (2009)
- „Bandslam“ (2009)
- „Dirty Girl“ (2009)
- „Лесна, А?“ (2010)
- „Да разлаем съседите“ (2014)
- „Да разлаем съседите още веднъж“ (2016)
- „Момичето от влака“ (2016)
- „Бебе Бос“ (2017) (глас)
- „Зубрачките“ (2019)
- „А дано, ама надали“ (2019)

### ТВ сериали
- „Бар Наздраве“ (1989) 1 епизод
- „Newhart“ (1990) 1 епизод
- „Life Goes On“ (1990) 1 епизод
- „Room for Two“ (1992) 1 епизод
- „Луд съм по теб“ (1992 – 1999) 23 епизода
- „Flying Blind“ (1993) 1 епизод
- „Bob“ (1993) 3 епизода
- „Coach“ (1993 – 1994) 2 епизода
- „Приятели“ (1994 – 2004) 236 епизода
- „Hope & Gloria“ (1996) 1 епизод
- „Duckman: Private Dick/Family Man“ (1996) 1 епизод (глас)
- „Dr. Katz, Professional Therapist“ (1997) 1 епизод (глас)
- „Семейство Симпсън“ (1998) 1 епизод (глас)
- „Херкулес“ (1998 – 1999) 4 епизода (глас)
- „King of the Hill“ (2001) 1 епизод (глас)
- „Blue's Clues“ (2001) 1 епизод
- „Father of the Pride“ (2004 – 2005) 2 епизода (глас)
- „Завръщането“ (2005) 13 епизода
- „Hopeless Pictures“ (2005) 2 епизода
- „Американски татко!“ (2006) 1 епизод (глас)
- „Онлайн терапия“ (2013)

## Награди и номинации
Награди „Еми“
Спечелени:
- 1998 – „Изключителна поддържаща актриса в сериал – комедия“ за „Приятели“

Номинации:
- 1995 – „Изключителна поддържаща актриса в сериал – комедия“ за „Приятели“
- 1997 – „Изключителна поддържаща актриса в сериал – комедия“ за „Приятели“
- 1999 – „Изключителна поддържаща актриса в сериал – комедия“ за „Приятели“
- 2000 – „Изключителна поддържаща актриса в сериал – комедия“ за „Приятели“
- 2001 – „Изключителна поддържаща актриса в сериал – комедия“ за „Приятели“
- 2006 – „Изключителна актриса в сериал – комедия“ за „Завръщането“
- 2012 – „Изключително риалити шоу“ за „Who Do You Think You Are?“
- 2012 – „Изключително късометражно игрално специално развлекателно предаване“ за „Онлайн терапия“

Награда „Златен глобус“
Номинации:
- 1996 – „Най-добра поддържаща актриса в сериал, минисериал или телевизионен филм“ за „Приятели“

Награди на „Гилдията на филмовите актьори“
Спечелени:
- 1996 – „Най-добър актьорски състав в сериал – комедия“ за „Приятели“
- 2000 – „Най-добра актриса в сериал – комедия“ за „Приятели“

Номинации:
- 1995 – „Най-добър актьорски състав в сериал – комедия“ за „Луд съм по теб“
- 1996 – „Най-добра актриса в сериал – комедия“ за „Приятели“
- 1999 – „Най-добра актриса в сериал – комедия“ за „Приятели“
- 1999 – „Най-добър актьорски състав в сериал – комедия“ за „Приятели“
- 2000 – „Най-добър актьорски състав в сериал – комедия“ за „Приятели“
- 2001 – „Най-добър актьорски състав в сериал – комедия“ за „Приятели“
- 2002 – „Най-добър актьорски състав в сериал – комедия“ за „Приятели“
- 2003 – „Най-добър актьорски състав в сериал – комедия“ за „Приятели“
- 2004 – „Най-добър актьорски състав в сериал – комедия“ за „Приятели“
- 2004 – „Най-добра актриса в сериал – комедия“ за „Приятели“

Награди „Сателит“
Спечелени:
- 2001 – „Най-добра актриса в сериал – комедия“ за „Приятели“

Номинации:
- 1998 – „Най-добра актриса в комедия или мюзикъл“ за „Romy and Michele's High School Reunion“
- 2002 – „Най-добра актриса в сериал – комедия“ за „Приятели“
- 2006 – „Най-добра актриса в сериал – комедия“ за „Завръщането“
- 2008 – „Най-добра актриса в комедия или мюзикъл“ за „Издънка в синьо“

Награди „Стрими“
Номинации:
- 2011 – „Най-добра актриса в комедийни уеб серии“ за „Онлайн терапия“
- 2012 – „Най-добра актриса в комедийни уеб серии“ за „Онлайн терапия“